# وسترهام
longitudeوسترهامlatitudeوسترهام
وسترهام (به انگلیسی: Westerham) یک روستا و شهرک در بریتانیا است که در انگلستان واقع شده‌است.

## نگارخانه

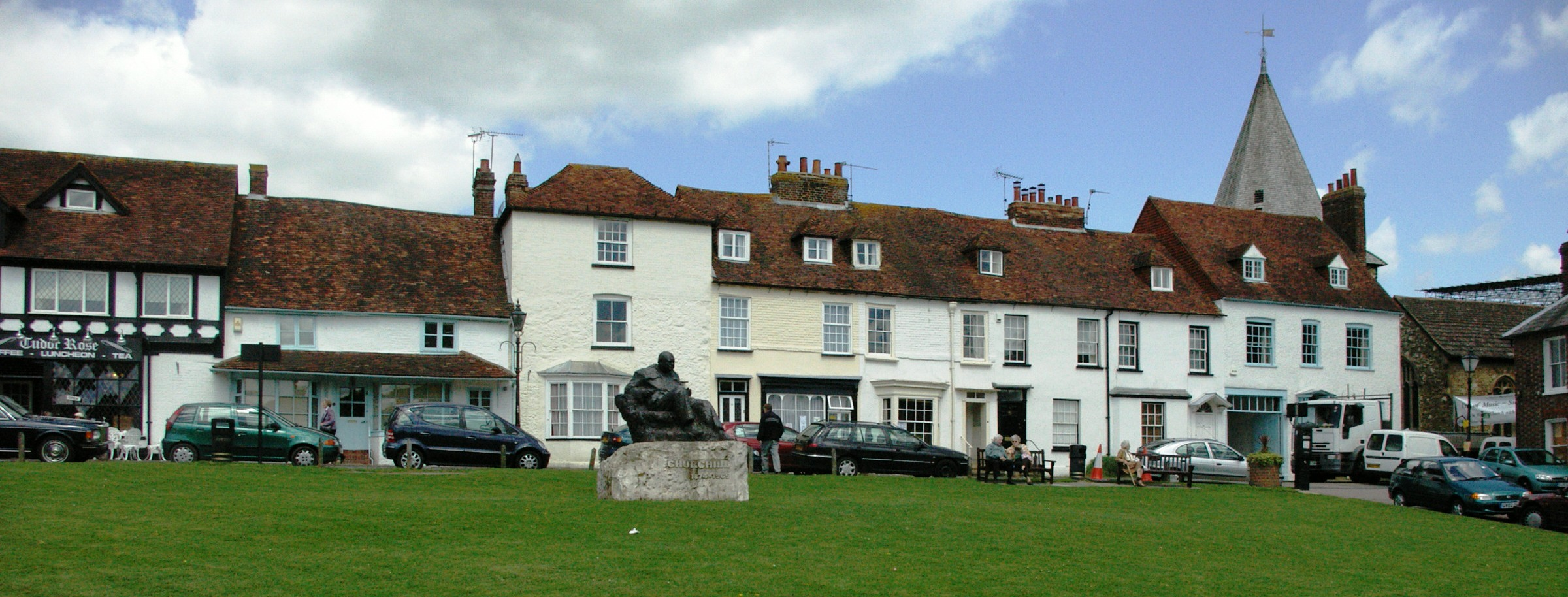
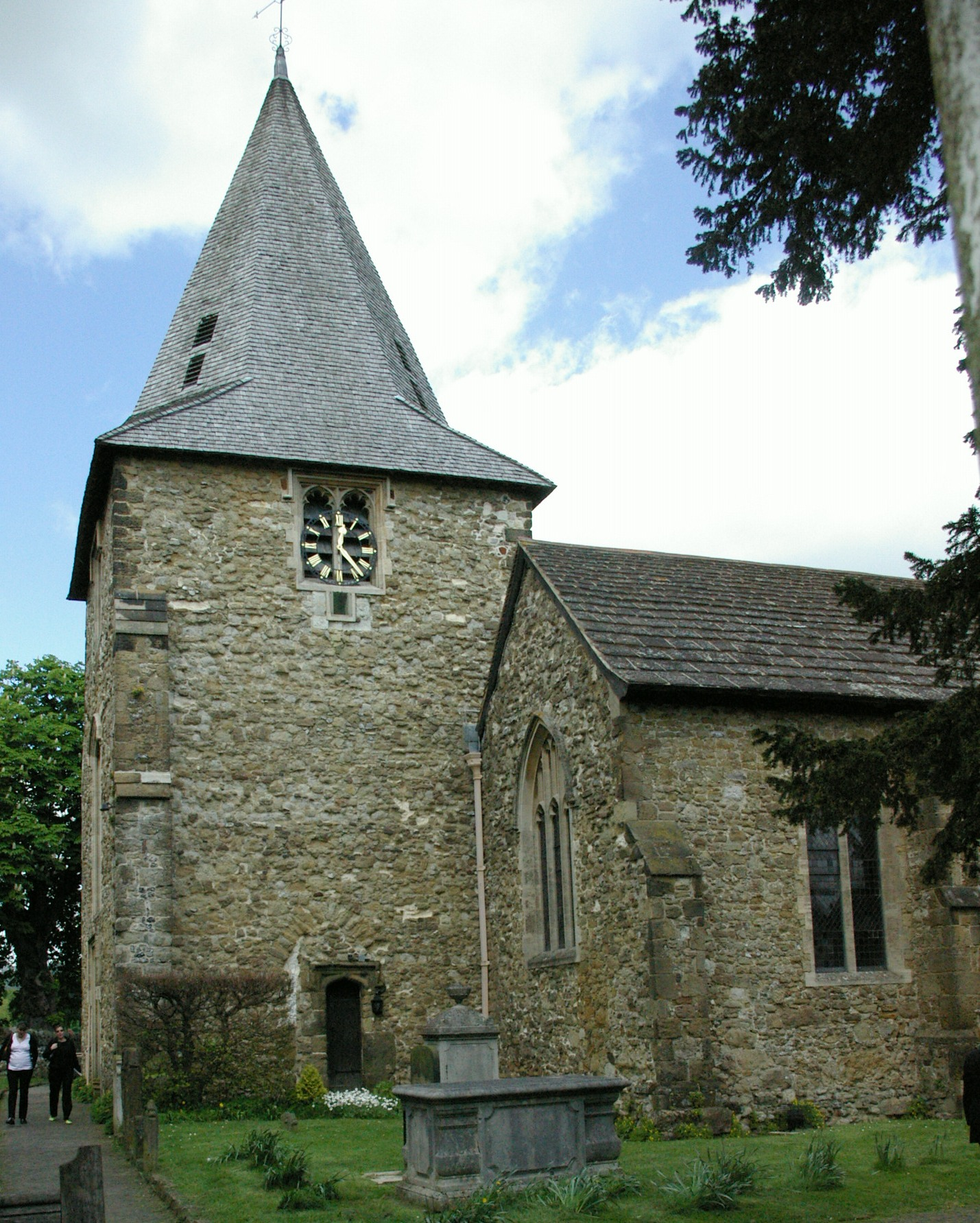
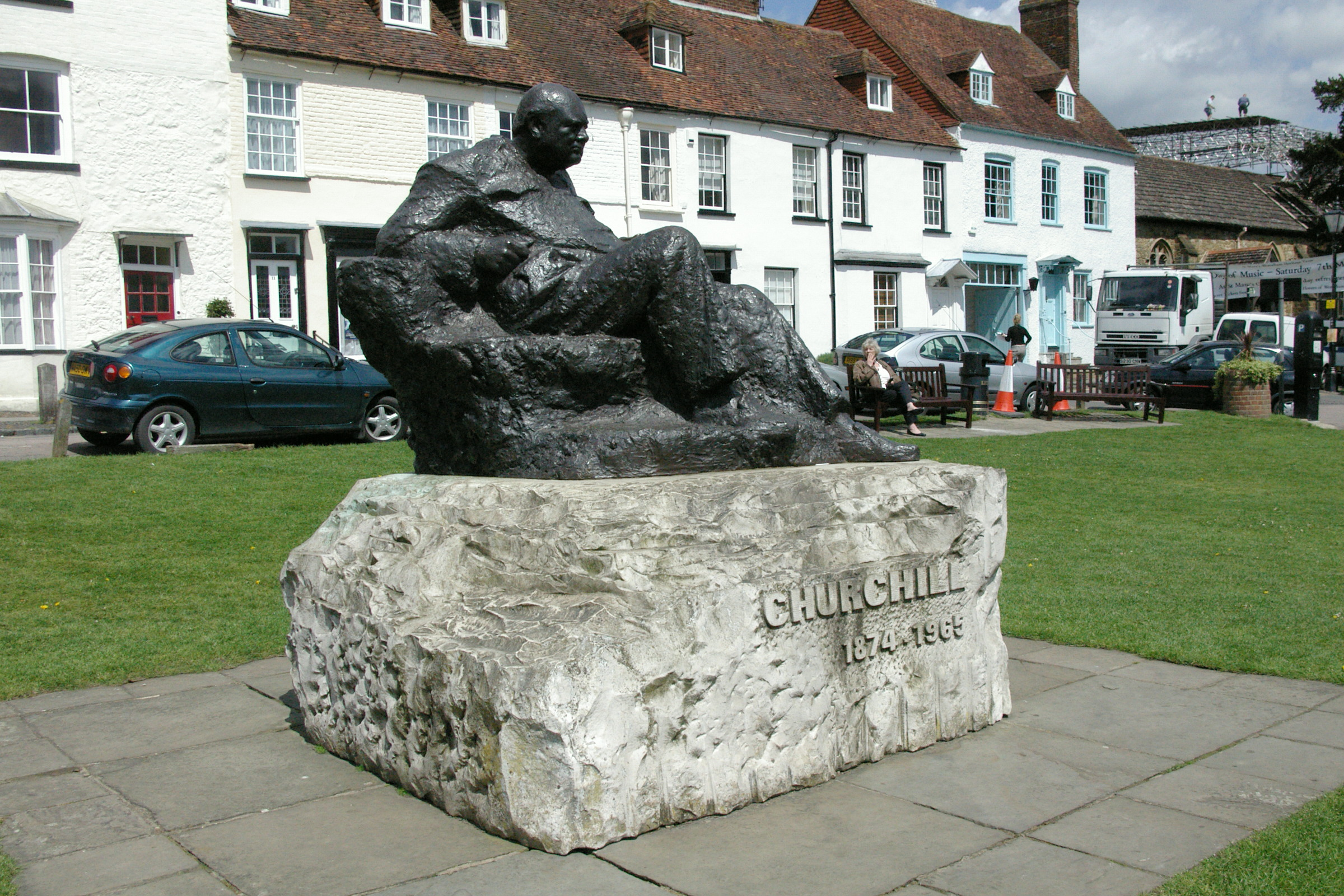
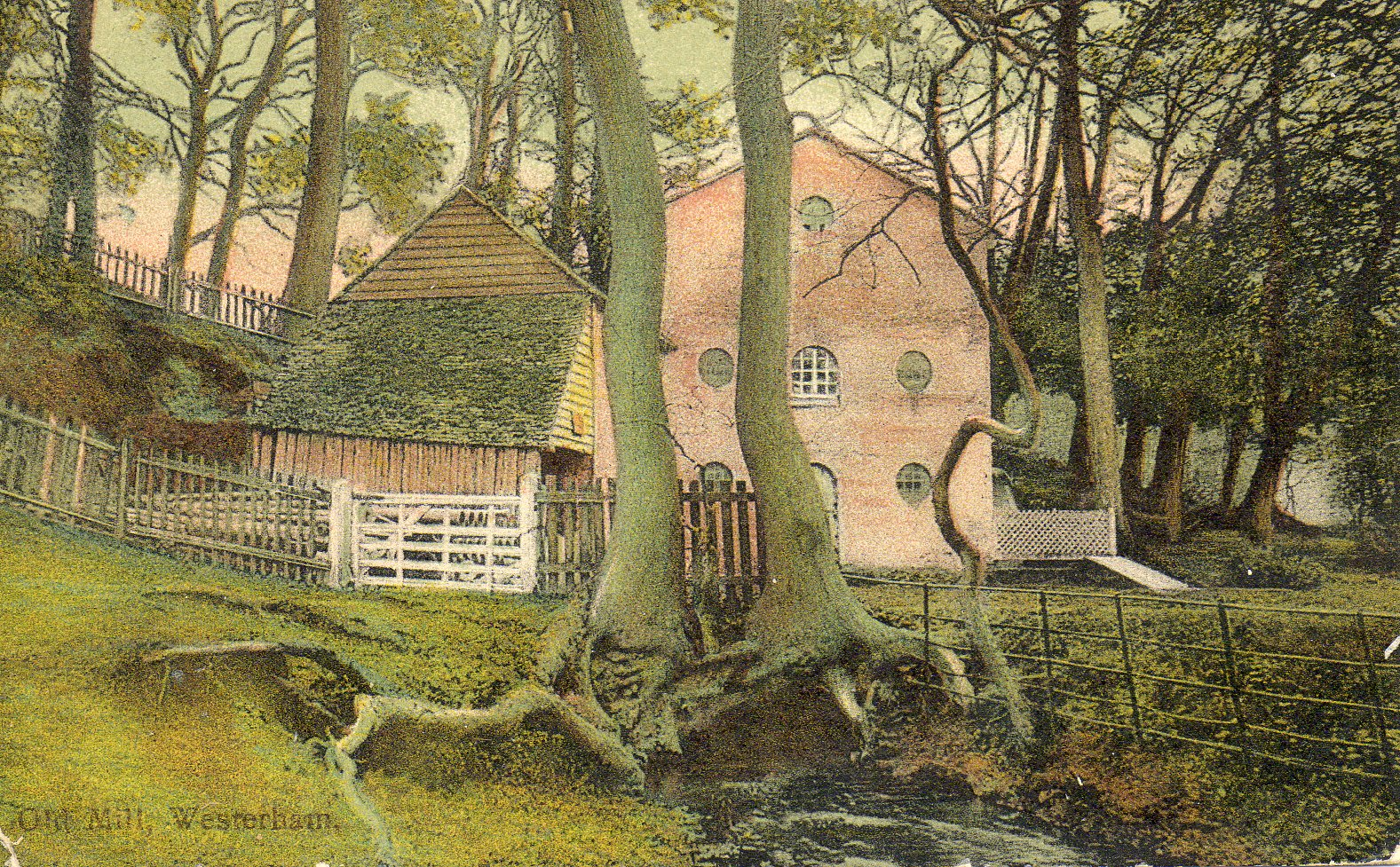

## خصوصیات
وسترهام ۵٬۰۰۰ نفر جمعیت دارد.